# 韦恩企业
韦恩企业（英語：Wayne Enterprises, Inc.），通称“韦恩集团（WayneCorp）”是一家由DC漫画所創造的虚构公司，通常会与超级英雄蝙蝠侠联系在一起。韦恩企业是一家大型跨国企业。这家美国多元跨国企业集团由布鲁斯·韦恩所擁有并担任董事长，而他是創辦人湯瑪士·韋恩和玛莎·韦恩的儿子。韦恩企业是一家绿色企业，总部位于哥谭市的韦恩塔。
韦恩企业及韦恩基金会主要由业务经理卢修斯·福克斯负责运营。由于布鲁斯·韦恩的大部分时间都用于担任义警蝙蝠侠一职，所以由福克斯代表韦恩做出大多数公司决策。
韦恩企业在影视节目中经常以一个跨国企业集团的标准蓝本而被提出。